# Соснина (пам'ятка природи)
Соснина — ботанічна пам'ятка природи місцевого значення. Об'єкт розташований на території Камінь-Каширського району Волинської області, ДП «Камінь-Каширське ЛГ», Добренське лісництво, кв.20, вид. 45; кв. 23, вид. 1.
Площа — 0,6 га, статус отриманий у 1972 році.
Охороняються високобонітетні сосново-ялинові насадження віком близько 100 років.